# خان بغدادی
خان البغدادی  (به عربی: خان البغدادی) شهری در استان انبار کشور عراق است که در سرشماری سال ۲۰۰۸ میلادی،  نفر جمعیت داشته است.